# Marie-Françoise Audollent
 (janvier 2024).
Si vous disposez d'ouvrages ou d'articles de référence ou si vous connaissez des sites web de qualité traitant du thème abordé ici, merci de compléter l'article en donnant les références utiles à sa vérifiabilité et en les liant à la section « Notes et références ».
Pour les articles homonymes, voir Audollent.
Marie-Françoise Audollent née le 22 mai 1943 à Clermont-Ferrand et morte le 30 mars 2008 à Lyon est une comédienne française.

## Biographie
Marie-Françoise Audollent est la plus jeune des neuf enfants du bâtonnier Dominique Audollent (1897-1972), avocat au barreau de Clermont-Ferrand, et de Jeanne Colombier (1897-1968). Son grand-père paternel est le latiniste et archéologue Auguste Audollent (1864-1943), professeur de langue et littérature latines à la faculté des lettres de Clermont-Ferrand et membre de l'Académie des inscriptions et belles-lettres ; son grand-père maternel, Michel Colombier (1853-1922), était également bâtonnier du barreau de Clermont-Ferrand et a été conseiller général du canton de Clermont-Ferrand-Nord de 1892 à 1904.
Marie-Françoise Audollent a débuté au Théâtre du Soleil et a joué au cinéma dans Molière, d' Ariane Mnouchkine  en 1978 dans Milena, d'Humberto Solas dans Le Siècle des Lumières, de Jean-Luc Godard dans Éloge de l'amour. En 2006, elle apparait dans Da Vinci Code de Ron Howard et La Jeune Fille et les Loups de Gilles Legrand.
Marie-Françoise Audollent est cofondatrice du Théâtre du Campagnol en 1974, direction Jean-Claude Penchenat.
L'actrice est morte accidentellement à Lyon au cercle Villemanzy.

## Théâtre
- 2006 : Fin de partie de Samuel Beckett, mise en scène Bernard Lévy, Théâtre de l'Athénée-Louis-Jouvet, MC2, Théâtre de Bourg-en-Bresse, tournée
- 2008 : Fin de partie de Samuel Beckett, mise en scène Bernard Lévy, tournée
- 2001 : À force de mots spectacle-concert autour de l'univers de Jacques Audiberti, mise en scène Jean-Claude Penchenat, Théâtre des Sources, Fontenay-aux-Roses et tournée
- 1994 : Le jeu des 7 familles création collective sur une idée de Jean-Claude Penchenat, Théâtre de Corbeil-Essones puis tournée
- 1990 : 1, Place Garibaldi de Jean-Claude Penchenat, mise en scène Jean-Claude Penchenat, Théâtre Firmin-Gémier - La Piscine puis tournée : Tante Elise en alternance
- 1988 : Le Campagnol fête Marivaux intégrale des 21 pièces en un acte de Marivaux, mise en scène Jean-Claude Penchenat, Théâtre Firmin-Gémier - La Piscine
- 1987 : Coïncidences création collective, mise en scène Liliane Delval et Jean-Claude Penchenat, Théâtre Firmin-Gémier - La Piscine puis tournée
- 1986 : Vautrin-Balzac d'après Balzac, adaptation Jean Gillibert, mise en scène Jean Gillibert et Jean-Claude Penchenat, Théâtre Firmin-Gémier - La Piscine : Asie
- 1984 : Violette Leduc, l’affamée, mise en scène Anita Picchiarini, Théâtre de Bagneux puis tournée : Violette
- 1983 : Shakespeare au lycée, création collective, mise en scène Jean-Claude Penchenat, tournée : La directrice
- 1983 : Lady Macbeth au village, d'après Nicolas Leskov, mise en scène Liliane Delval, Théâtre du Campagnol, Bagneux puis tournée
- 1978 : Le Jeu de Daniel avec le Clemencic Consort, mise en scène Jean-Claude Penchenat
- 1977 : David Copperfield, d'après Charles Dickens, mise en scène Jean-Claude Penchenat, Théâtre du Soleil : Tante Betsy, Rosa Dartle
- 1975 : Le Triomphe de l'amour, de Marivaux, mise en scène Jean-Claude Penchenat, école de la rue d'Ulm, Théâtre de la Tempête puis tournée : Léontine

## Filmographie
- 1978 : Molière de Ariane Mnouchkine : La Forest - La servante
- 1988 : Prisonnières de Charlotte Silvera : Religieuse
- 1991 : Milena de Véra Belmont
- 1991 : La Florentine (série TV) : la sœur converse
- 1993 : Le siècle des lumières téléfilm  de Humberto Solás
- 1996 : Ma femme me quitte de Didier Kaminka
- 1996 : Le Cri de la soie de Yvon Marciano : Surveillante prison 1914
- 1998 : On va nulle part et c'est très bien de Jean-Claude Jean : La mère
- 1998 : Zonzon de Laurent Bouhnik : Madame Gouvier
- 1998 : Le Comte de Monte-Cristo de Josée Dayan (mini-série TV) – Épisodes #1.4 - #1.3 – #1.2 – #1.1 de 1999 : La Mère Supérieure
- 2000 : Mal Barré court-métrage  de Noël Mitrani : Une locataire esseulée
- 2001 : Éloge de l'amour de Jean-Luc Godard
- 2004 : Les seins de ma prof d'anglais d'Olivier Bardy (court métrage)
- 2004 : Le Soldat inconnu vivant téléfilm  de Joël Calmettes
- 2005 : Unido de Dembo Danfakha (court-métrage)
- 2005 : Les Histoires Extraordinaires de Pierre Bellemare de Pierre Bellemare (série TV)
- 2006 : Da Vinci Code de Ron Howard : Sœur Sandrine
- 2006 : Harkis téléfilm  de Alain Tasma : Juliette
- 2008 : Le Nu à la terrasse d'Éric Rohmer (court métrage) : la grand-mère
- 2008 : La Jeune Fille et les Loups de Gilles Legrand : La femme aveugle
- 2009 : Sois sage de Juliette Garcias : Mme Millot